# عقوبة الإعدام في رومانيا
أُلغيت عقوبة الإعدام في رومانيا في عام 1990، وحُظرت بمقتضى دستور رومانيا منذ عام 1991.

## لمحة تاريخية
لعقوبة الإعدام تاريخ طويل ومتباين في رومانيا الحالية. كان فلاد المخوزِق (حكم والاشيا بشكل أساسي من 1456 إلى 1462) معروفًا باستخدامه للخازوق في إعدام الآلاف. وتعرّض أحد خلفائه، وهو قسطنطين هانغرلي، للخنق وإطلاق الرصاص والطعن وقطع الرأس من قبل العثمانيين في عام 1799. عُثِر على أقدم إشارة إلى عمليات الإعدام في مولدافيا في نص يعود لعام 1646 في فترة حكم فاسيلي لوبو؛ بينما في والاشيا، هناك إشارة مشابهة تعود إلى عام 1652 في عهد ماتي باساراب. وينص كلاهما على أن الجرائم بالغة الخطورة، مثل: الخيانة أو قتل الأب أو اختطاف المرأة، تستحق الإعدام. ولا يمكن إلا للمطران أن يمنح العفو، شريطة أن يفقد المدان أرضه لصالح الكنيسة، أو يصبح هو وأسرته أقنانًا لها.
في بوخارست -عاصمة والاشيا- كان الرجال المتهمون بالسرقة أو التزوير أو الخيانة أو بكونهم مدعين أو قطاع طرق يُؤخذون وحبل المشنقة معلّق حول أعناقهم في عربات تجرها الثيران من محكمة الإمارة القديمة وعلى طول جسر السوق الخارجي إلى السوق المقصود. وكانت جثث المشنوقين تُترك في مكانها لفترة طويلة لتكون طعامًا تنهشه الغربان. أشار أنتون ماريا ديل كيارو في كتاباته عام 1718 أن النساء كن يخرجن من كل حانة على طول الطريق وفي أيديهن أكواب النبيذ ليطلبن من الرجل أن يشرب بكثرة حتى لا يهاب الموت. وإذا رافقته أمه أو زوجته، فسوف تحثّانه هو أيضًا على الشرب، ليكون عند شنقه مصابًا بالدوار وغير مدرك لما يحدث. حظر غريغور الرابع غيكا (1822-1828) إعدامات الأسواق العامة. جرت المناقشات الأولى حول الإلغاء التام في منتصف القرن الثامن عشر، وكان أبرز المؤيدين هو قسطنطين مافروكوردات الذي تربّع على عرش مولدافيا أربع مرات وعلى عرش والاشيا ست مرات بين عامي 1730 و1769. ومع ذلك، أدى ارتفاع معدل الجريمة في أوائل القرن التاسع عشر إلى إحياء هذه الممارسة. في والاشيا، ينص قانون كاراجا (Caragea Law) لعام 1818 على تنفيذ حكم الإعدام بتهم القتل العمد وتزوير العملة والقتل غير المتعمّد باستخدام السلاح والسرقة. في مولدافيا، سمح قانون كاليماشي (Callimachi Code) لعام 1817 بتطبيق حكم الإعدام بتهم جريمة القتل وقتل الأب والسرقة والتسميم وافتعال الحرائق. دعا قادة ثورة والاشيا في عام 1848 إلى إلغاء عقوبة الإعدام في إعلان إزلاز (Islaz Proclamation) وسرعان ما أصدروا مرسومًا بهذا الشأن. أما نظراؤهم المولدافيون أولوا تركيزًا أقل على هذه القضية، حيث لم يطرح سوى ميهايل كوغالنيشينو إلغاء عقوبة الإعدام في دستوره المقترح. بعد سحق الثورات، أبقى الأمراء الحاكمون على عقوبة الإعدام: إذ ذُكرت في قوانين العقوبات لدى كل من باربو ديميتري شتيربي من والاشيا وغريغور ألكساندرو غيكا من مولدافيا.
أعدمت السلطات النمساوية الإمبراطورية (التي سيطرت بعد ذلك على ترانسيلفانيا) اثنين من قادة ثورة هوري وكلوشكا وكريشان باستخدام عجلة الانهيار في عام 1785. تستند رواية ليفيو ريبرانو في عام 1922 Pădurea spânzuraţilor («غابة المشنوقين»)، بالإضافة إلى الفيلم المستوحى منها عام 1965، على تجربة شقيقه إميل، الذي شُنق لفراره من الخدمة العسكرية في عام 1917، قبل أن تنحل الإمبراطورية النمساوية المجرية وتتحد ترانسيلفانيا مع رومانيا.

### مملكة رومانيا
تشكلت الدولة الرومانية الحديثة في عام 1859 بعد توحيد إماراتي الدانوب، وسُنّ قانون العقوبات في عام 1864 الذي لم ينص على عقوبة الإعدام باستثناء عدة جرائم في زمن الحرب. أكد دستور عام 1866، المستوحى من النموذج البلجيكي الليبرالي لعام 1831، إلغاء عقوبة الإعدام على الجرائم في زمن السلم. بحلول نهاية القرن التاسع عشر، كانت ست دول أوروبية أخرى قد ألغت عقوبة الإعدام وهي: بلجيكا وفنلندا وإيطاليا ولوكسمبورغ وهولندا والبرتغال.
أكدت المادة 16 من دستور عام 1923 إلغاء عقوبة الإعدام فيما يتعلق بجرائم زمن السلم. ومع ذلك، أدى ارتفاع معدل الجريمة إلى حدوث تحوّل لصالح عقوبة الإعدام. تضمّن القانون الجنائي الجديد لعام 1936 بعض فقرات القانون على الرغم من معارضة الواضعين لعقوبة الإعدام. وسّع دستور 1938، الذي أنشأ دكتاتورية ملكية، نطاق الجرائم التي يُعاقب عليها بالإعدام من خلال إقرار عقوبة الإعدام على الجرائم المرتكبة ضد العائلة المالكة والشخصيات العامة رفيعة المستوى، وجرائم القتل بدوافع سياسية، والقتل الناجم أثناء عمليات السطو. بعد ذلك عُدِّل قانون العقوبات لتنفيذ الأمر الدستوري. في ظل ديكتاتورية أيون أنتونسكو، أصبحت القوانين الجنائية أكثر قمعية، إذ أصبحت جرائم الإعدام تشمل عمليات السطو وسرقة الأسلحة والحرق المتعمّد والتهريب والعديد من الجرائم الأخرى. كما استُخدمت عقوبة الإعدام خلال هذه الفترة كأداة للقمع السياسي ضد بعض أعضاء الحزب الشيوعي الروماني ومقاتلي المقاومة المناهضين للألمان. من الأمثلة على ذلك فرانسيسك بانيت وفيليمون ساربو. وفقًا للكاتب ماريوس ميركو، أُعدم ثلاثون معاديًا للفاشية خلال الحرب، وكان جميعهم من اليهود باستثناء ثلاثة.

### رومانيا الشيوعية
صدر قانونان في عام 1945 يتناولان جرائم الحرب؛ في العام التالي، أُعدم أنطونيسكو وثلاثة من أتباعه رميًا بالرصاص. وفقًا للمحفوظات العسكرية، في الفترة ما بين 1949 و1963، والتي تتزامن إلى حد كبير مع حكم غورغي غورغيو ديج، أُعدم 260 شخصًا في رومانيا، من بينهم لوكريشيو بيتريشكانو، ويوجين أوركانو، وعصابة إيوانيد. جاءت عمليات الإعدام هذه في أعقاب قانون عقوبة الإعدام لعام 1949 الذي حدد الجرائم المرتكبة ضد الدولة الشيوعية والاقتصاد المخطط، وعُدِّل بموجب عدة مراسيم خلال الخمسينيات. نص القانون على عقوبة الإعدام في بعض الجرائم المرتكبة ضد الدولة والسلام والإنسانية، كما أُضيف الاختلاس واسع النطاق والذي يسبب أضرارًا جسيمة للاقتصاد الوطني إلى قائمة الجرائم التي تستحق عقوبة الإعدام بموجب المرسوم 202/1953. وفي عام 1957، أُدرجت عقوبة الإعدام بتهمة القتل المشدد في قانون العقوبات لأول مرة في ظل الشيوعية.
ارتكز الاستخدام الدعائي على إشهار الأحكام القانونية وليس على حالات معينة. بالاعتماد أولاً على الأثر الرادع المحدد لعمليات الإعدام، استخدم النظام عقوبة الإعدام بشكل أساسي للقضاء على الفاشيين أو المخربين أو الخونة أو أعضاء جماعات المقاومة، إلخ. على الرغم من أنه كان بالإمكان القضاء عليهم مباشرة، إلا أن السلطات قررت اتباع الإجراءات القانونية وذلك بغية إضفاء مظهر الشرعية سعيًا لتحسين صورة النظام والاتسام بميزة الرادع العام. على الرغم من أن فقهاء القانون البارزين ناقشوا عقوبة الإعدام وحاولوا إلغاءها في عام 1956، تم تشديد الأحكام القانونية والاستخدام الفعلي في عام 1958 عندما بدأ الحاكم الستاليني غورغي غورغيو ديج موجة جديدة من القمع.
في عام 1958، أصبح التواصل مع الأجانب من أجل حث الدولة على الحياد أو شن حرب خاضعًا لعقوبة الإعدام؛ كانت هذه إشارة واضحة إلى التدابير التي اتخذها إيمري ناج خلال الثورة المجرية عام 1956 وأصبحت أكثر إلحاحًا بانسحاب قوات الاحتلال السوفيتية في ذلك الصيف، الأمر الذي دفع النظام إلى قمع المعارضة الداخلية. اتسع تعريف «التخريب الاقتصادي» و«الشغب» بموجب المرسوم رقم 318/1958، واستمرت حملة شرسة ضد الإجرام الاقتصادي على مدى العامين التاليين بتسجيل 87 عملية إعدام، 28 منها بتهمة الاختلاس فقط.
تضمن قانون العقوبات الجديد الذي تم تبنيه عام 1969 ثمان وعشرين جريمة يُعاقب عليها بالإعدام، بما في ذلك الجرائم الاقتصادية وجرائم الممتلكات. تم تخفيض هذا الرقم بشكل كبير في السبعينيات. من 1969 إلى 1989، نُفِّذ 98 حكمًا بالإعدام؛ من بين الذين أُعدموا خلال هذه الفترة: يون ريمارو وغورغي شتفينيسكو. تضمنت معظم الإدانات جريمة قتل، لكن بعضها كان بسبب سرقة ممتلكات الدولة على نطاق واسع. على سبيل المثال، في الفترة 1983-1984، حُكم بالإعدام على 19 شخصًا بتهمة سرقة الممتلكات العامة (بشكل رئيسي كميات كبيرة من اللحوم) لكن جميعهم استفاد من الإعفاء. 
خلال كامل فترة حكم تشاوشيسكو (1965–1989)، أُعدِم 104 أشخاص رميًا بالرصاص في سجني جيلافا وراهوفا، مع تخفيف الأحكام لتعزيز صورته كأب صارم للأمة ولكن رحيم. في جيلافا، نُقل السجناء إلى الخارج، وعلى الجانب الأيمن من السجن، رُبطوا بعمود وأُطلق عليهم الرصاصُ من قبل ستة أو عشرة أو حتى اثني عشر من صغار الضباط. بينما في راهوفا، أُطلق النار عليهم في غرفة تحت الأرض وكانت العملية برمتها محاطة بالسرية. تحدث عمليات الإعدام عادة بعد أيام من رفض الاستئناف، وهؤلاء الذين أُطلق عليهم النار في جيلافا عادة ما يتم دفنهم في مقبرة القرية. أُعفي القاصرون والنساء الحوامل والنساء اللائي لديهن أطفال تقل أعمارهم عن 3 سنوات من عقوبة الإعدام. كان إعدام أيون بيستول رميًا بالرصاص في مايو 1987 بتهمة القتل المشدد آخر إعدام منظّم في البلاد. وكانت آخر عمليات الإعدام في رومانيا هي إعدام تشاوشيسكو شخصيًا وزوجته إيلينا، في أعقاب الإطاحة بالنظام في الثورة الرومانية عام 1989؛ إذ خضعا لمحاكمة شكلية ثم أُطلق النار عليهما. كانت إيلينا تشاوشيسكو هي المرأة الوحيدة التي أُعدمت في رومانيا الحديثة.

### رومانيا منذ عام 1989
بعد فترة قصيرة من إعدام تشاوشيسكو وزوجته، ألغى قادة جبهة الإنقاذ الوطني عقوبة الإعدام بموجب مرسوم، في 7 يناير 1990.

## معرض صور

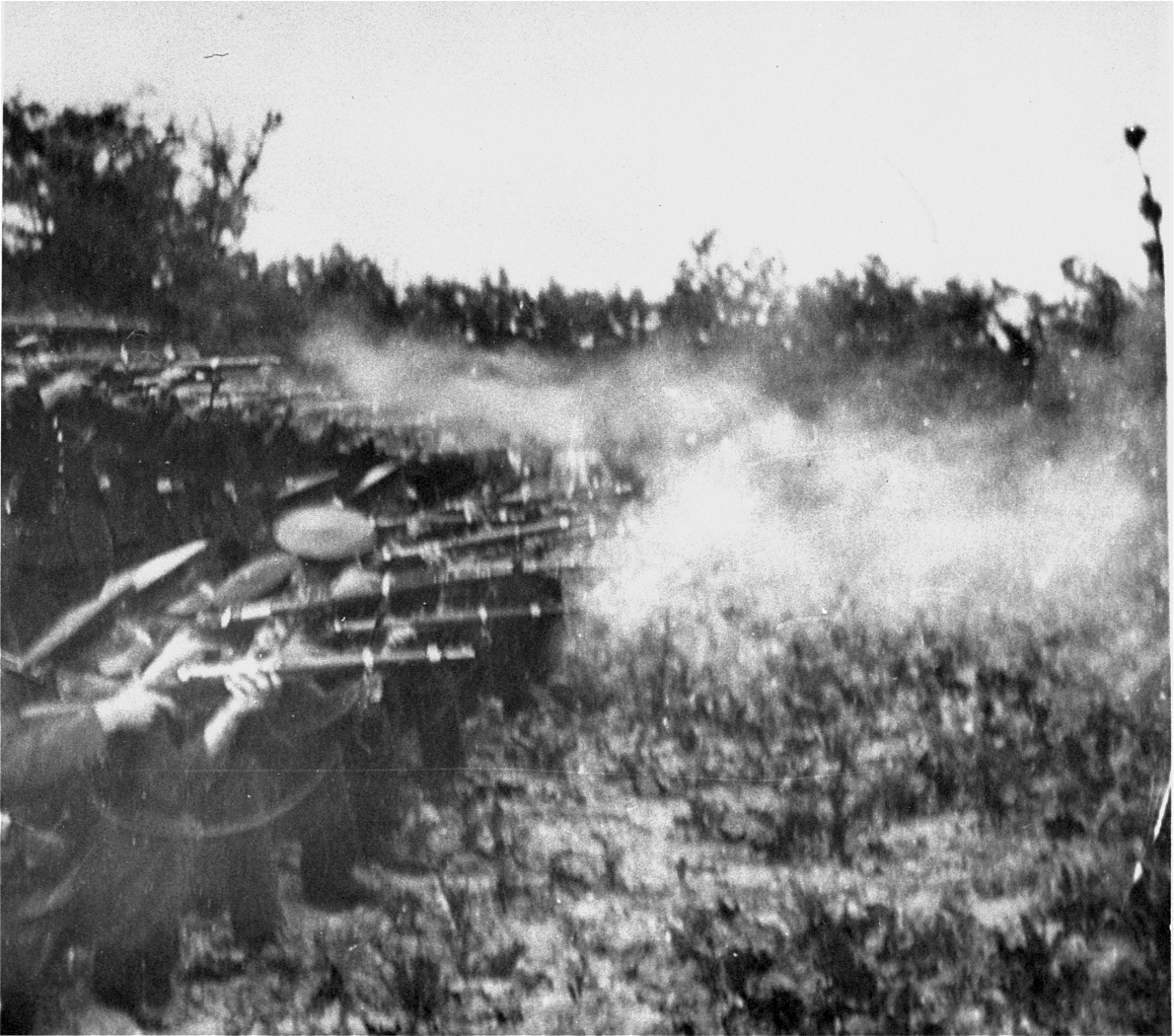
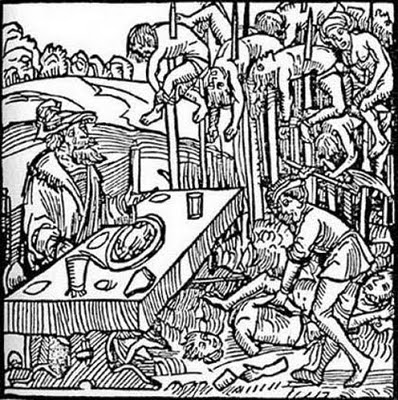
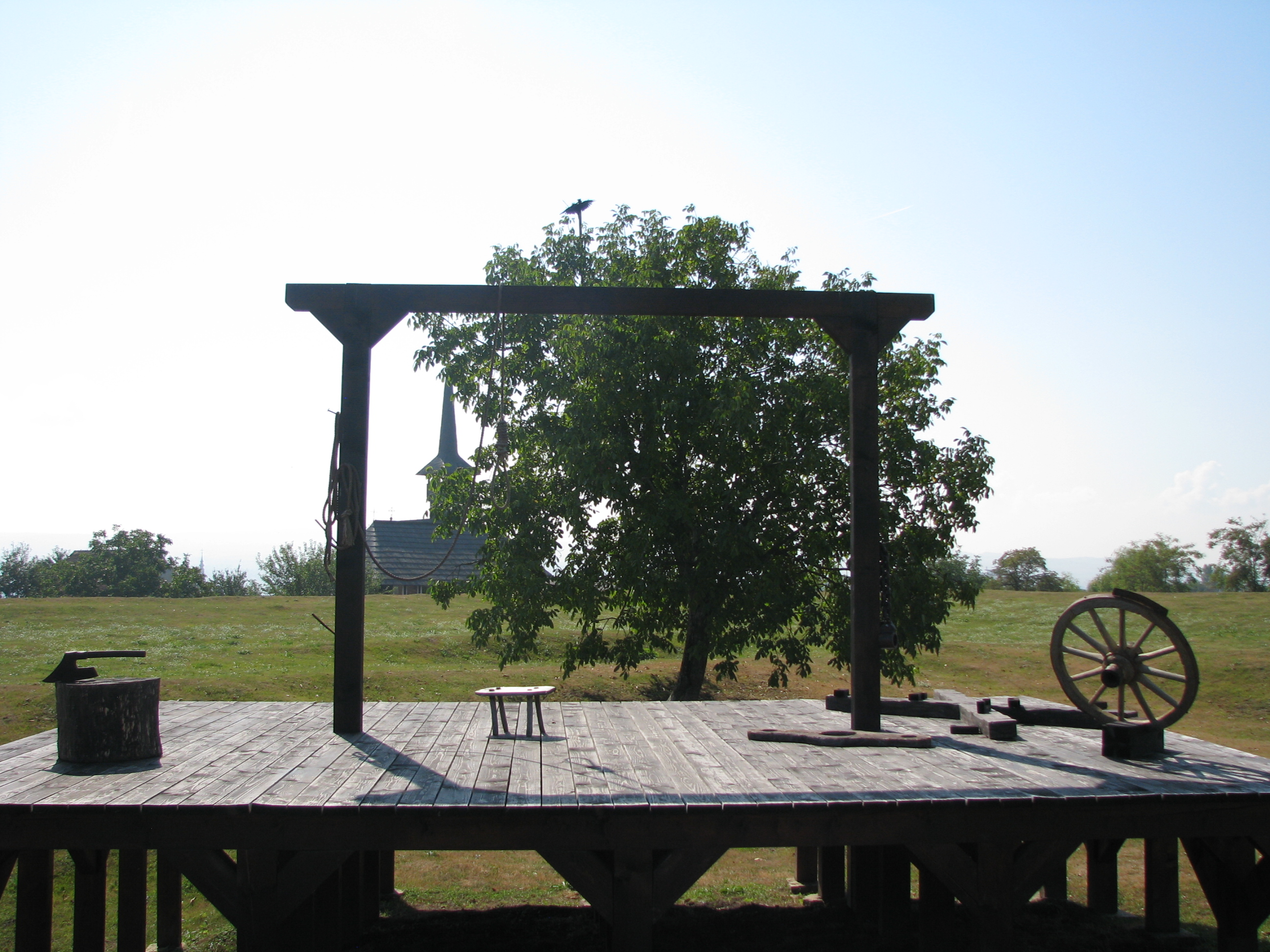